# La storia di Lulù
La storia di Lulù è un album in studio del gruppo musicale italiano Rocking Horse, pubblicato nel 1981.

## Descrizione
L'album consiste in un'audiostoria della serie anime giapponese Lulù l'angelo tra i fiori, divisa in due tracce uniche su i due lati del disco con, in sottofondo, diversi arrangiamenti strumentali della sigla Lulù dei Rocking Horse e alcuni accenni cantati. 
La narrazione è affidata ai doppiatori originali della serie: Laura Boccanera (Lulù), Rosalinda Galli (Nanà), Vittorio Di Prima (Dundù), Cinzia De Carolis (Togenicia), Franco Latini (Yavoque), Massimo Rossi (Celi), Luciano Roffi (voce narrante).
L'album, prodotto da CITIEMME registrazioni Sonore, è stato pubblicato in una versione per la vendita della RCA Original Cast e una versione promozionale non commerciabile. L'album non è mai stato ristampato su CD.

## Tracce
Testi e musiche di Douglas Meakin, Mike Fraser.
1. La storia di Lulù - I parte – 22:54
2. La storia di Lulù - II parte – 23:44

Durata totale: 46:38

## Crediti
- Laura Boccanera - voce
- Rosalinda Galli - voce
- Vittorio Di Prima - voce
- Cinzia De Carolis - voce
- Franco Latini - voce
- Massimo Rossi - voce
- Luciano Roffi - voce
- Douglas Meakin - voce, testi e arrangiamenti
- Mike Fraser - cori, testi e arrangiamenti
- Anselmo Natalicchio - realizzazione discografica